# Alexandre Goulart
Alexandre Goulart (født 24. juli 1976) er en tidligere brasiliansk fodboldspiller.